# Theo Thijssen Museum
Het Theo Thijssen Museum is een museum in Amsterdam, gewijd aan schrijver, onderwijzer en politicus Theo Thijssen. Het wordt beheerd door de Stichting Theo Thijssen en is gevestigd op de begane grond van Thijssens geboortehuis aan de Eerste Leliedwarsstraat 16.

## Geschiedenis
Enkele liefhebbers van Thijssen richtten in 1987 een stichting op om de herinnering aan hem levend te houden. Het eerste wat zij deden is een gedenksteen aanbrengen in het geboortehuis van Thijssen. Deze steen was aangeboden door beeldend kunstenaar Hans Bayens, die ook het standbeeld van Thijssen maakte dat op de Lindengracht staat. De gemeenteraad had echter al besloten het pand te slopen om plaats te maken voor een nieuwbouwproject. Na enige ophef kwam dat project er toch niet. In plaats daarvan werd tussen 1991 en 1995 het pand in oorspronkelijke vorm herbouwd. In hetzelfde plan, waar de gemeenteraad in 1990 mee instemde, kreeg ook het voorgestelde museum een plek.

## Collectie
De collectie bestaat uit manuscripten, eerste drukken, foto's, tekeningen, beeld- en geluidsmateriaal en persoonlijke bezittingen van Thijssen. Deze vormen de vaste opstelling. Daarnaast worden er wisselende tentoonstellingen georganiseerd, die een indruk geven van Thijssens maatschappelijke omgeving en werkterreinen. Denk hierbij aan het dagelijks leven in de Jordaan aan het eind van de 20e eeuw, het onderwijs in zijn tijd en het socialisme in de eerste helft van de 20e eeuw.
Daarnaast organiseert het museum wandelingen door de Jordaan en Amsterdam-Oost. Dit gebeurt aan de hand van verschillende thema's.

## Tentoonstellingen (een kleine selectie)
- De zingende rooie smeris uit de Jordaan (november 2006-februari 2007)
- Theo Thijssen op vakantie (februari-augustus 2008)
- 'De gelukkige klas' verbeeld. De mooiste boekomslagen (november 2010-maart 2011)
- Buurtwinkels in de Jordaan (april-december 2011)
- Jan Ligthart en Theo Thijssen. Twee bevlogen schoolmeesters uit de Jordaan (januari-juni 2012)
- Theo Thijssen en de jeugdliteratuur (oktober 2012-maart 2013)
- Lesgeven leren. Thijssen op de Kweekschool (maart 2014-februari 2015)
- 'Zij had een soort hoogheid'. Theo Thijssen en de vrouwen (januari-december 2016)
- Tussen Artis en Nieuwe Ooster. Theo Thijssen in Amsterdam-Oost (januari-oktober 2017)
- Jongensdagen. Alledaags kinderleven in de Jordaan (september 2019-september 2020)